# Macrocranion
Macrocranion is een geslacht van uitgestorven egelachtige zoogdieren uit de familie Amphilemuridae. De soorten uit dit geslacht leefden tijdens het Eoceen in Europa en Noord-Amerika. De soorten uit dit geslacht komen qua formaat overeen met hedendaagse kleinere soorten haaregels. Het waren omnivoren die jaagden op de bosbodem.

## Soorten
In totaal worden er momenteel tien soorten tot het geslacht Macrocranion gerekend:
- Macrocranion huerzeleri Maitre, Escarguel & Sigé, 2006
- Macrocranion germonpreae Smith, 1997
- Macrocranion junnei Smith, Bloch, Strait & Gingerich , 2002
- Macrocranion nitens Matthew, 1918
- Macrocranion robinsoni Krishtalka & Setoguchi, 1977
- Macrocranion storchi Maitre, Escarguel & Sigé, 2006
- Macrocranion sudrei Maitre, Escarguel & Sigé, 2006
- Macrocranion tenerum Tobien, 1962
- Macrocranion tupaiodon Weitzel, 1949
- Macrocranion vandebroeki Quinet, 1964

De oorsprong van Macrocranion lag waarschijnlijk in Europa en vervolgens met migratie in het vroegste Eoceen naar Noord-Amerika. M. vandebroeki uit het vroegste Eoceen (Sparnacian) is de oudst bekende soort. Fossielen van deze soort zijn gevonden in Dormaal en Erquelinnes, onderdelen van de Belgische formatie van Tienen. M. junnei uit Wasatchian-0 is de oudste Noord-Amerikaanse soort en iets ontwikkelder dan M. vandebroeki. Deze soort is bekend uit de Willwood-formatie in Wyoming. In de Messelgroeve in Duitsland zijn twee soorten uit het Midden-Eoceen gevonden: M. tupaiodon en M. tenerum.

## Kenmerken
Macrocranion was een van de algemeenste zoogdieren op veel fossielenlocaties. De Noord-Amerikaanse vondsten bestaan voornamelijk uit schedel- en gebitsdelen, maar door enkele fossielen uit Groeve Messel is ook het lichaam van Macrocranion tot in detail bekend. Macrocranion had een spitse snuit met tastharen, grote oren en kleine ogen, een graciel lichaam en een lange kale staart die deels met beenplaatjes bedekt was. Afhankelijk van de soort werd Macrocranion negen tot zestien centimeter lang (ongeveer het formaat van hedendaagse dwerg- en kleine haaregels), naast een staartlengte tot vijftien centimeter. De zintuigen waren net als bij egels vooral gericht op de reuk en tast en minder op het zicht.
M. tupaiodon had een wollige vacht zonder stekels. M. tupaiodon was vermoedelijk een omnivoor en het fossiele exemplaar dat gevonden werd, had resten van vissen als gefossiliseerde maaginhoud. Het gevonden exemplaar is ongeveer vijftien centimeter lang en heeft verhoudingsgewijs lange achterpoten zodat hij snelheid kon maken.
Het gevonden exemplaar van M. tenerum heeft een lengte van ongeveer vijf centimeter en verhoudingsgewijs heeft dit dier lange achterpoten zodat het snelheid kon maken tijdens het rennen. De vacht van M. tenerum is echter stekelig zodat deze bescherming kan bieden, maar de lange achterpoten wijzen erop dat de soort zich niet effectief kon omrollen ter verdediging. Uit de gefossiliseerde maaginhoud van het gevonden exemplaar bleek dat het dier voor zijn dood mieren had gegeten.

## Indeling
Macrocranion behoort tot de Amphilemuridae. Deze familie wordt over het algemeen gerekend tot de egels (Erinaceomorpha), maar het wordt ook wel ingedeeld bij de Macroscelidea op basis van overeenkomsten in het gebit. De morfologische overeenkomsten met de springspitsmuizen lijken echter het best te verklaren door convergente evolutie.